# Washta
Washta is een plaats (city) in de Amerikaanse staat Iowa, en valt bestuurlijk gezien onder Cherokee County.

## Demografie
Bij de volkstelling in 2000 werd het aantal inwoners vastgesteld op 282.
In 2006 is het aantal inwoners door het United States Census Bureau geschat op 243, een daling van 39 (-13,8%).

## Geografie
Volgens het United States Census Bureau beslaat de plaats een oppervlakte van
2,7 km², geheel bestaande uit land. Washta ligt op ongeveer 350 m boven zeeniveau.

## Plaatsen in de nabije omgeving
De onderstaande figuur toont nabijgelegen plaatsen in een straal van 20 km rond Washta.